# Sankt Oswald bei Haslach
Sankt Oswald bei Haslach est une commune autrichienne du district de Rohrbach en Haute-Autriche.